# Hautbos
Hautbos település Franciaországban, Oise megyében. Lakosainak száma 191 fő (2022. január 1.). Hautbos Brombos, Feuquières, Omécourt, Saint-Deniscourt, Saint-Maur és Thérines községekkel határos.

## Népesség
A település népességének változása:
| Lakosok száma | 169  | 181  | 188  | 193  | 195  | 196  | 198  | 194  | 191  |
|               | 2013 | 2015 | 2016 | 2017 | 2018 | 2019 | 2020 | 2021 | 2022 |